# Klappfix

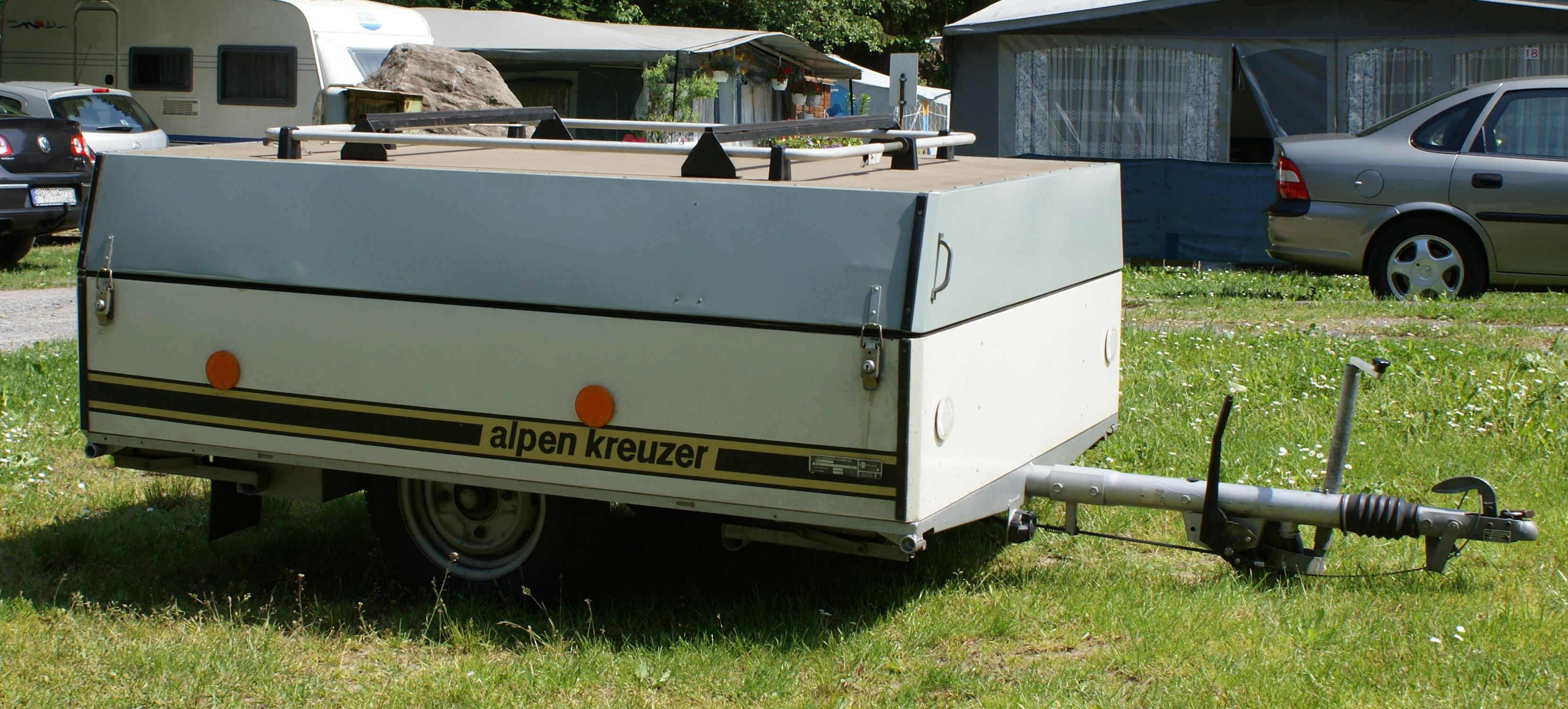
Camptourist CT6-2W zugeklappt, „Alpenkreuzer“ war der Handelsname bei Exporten

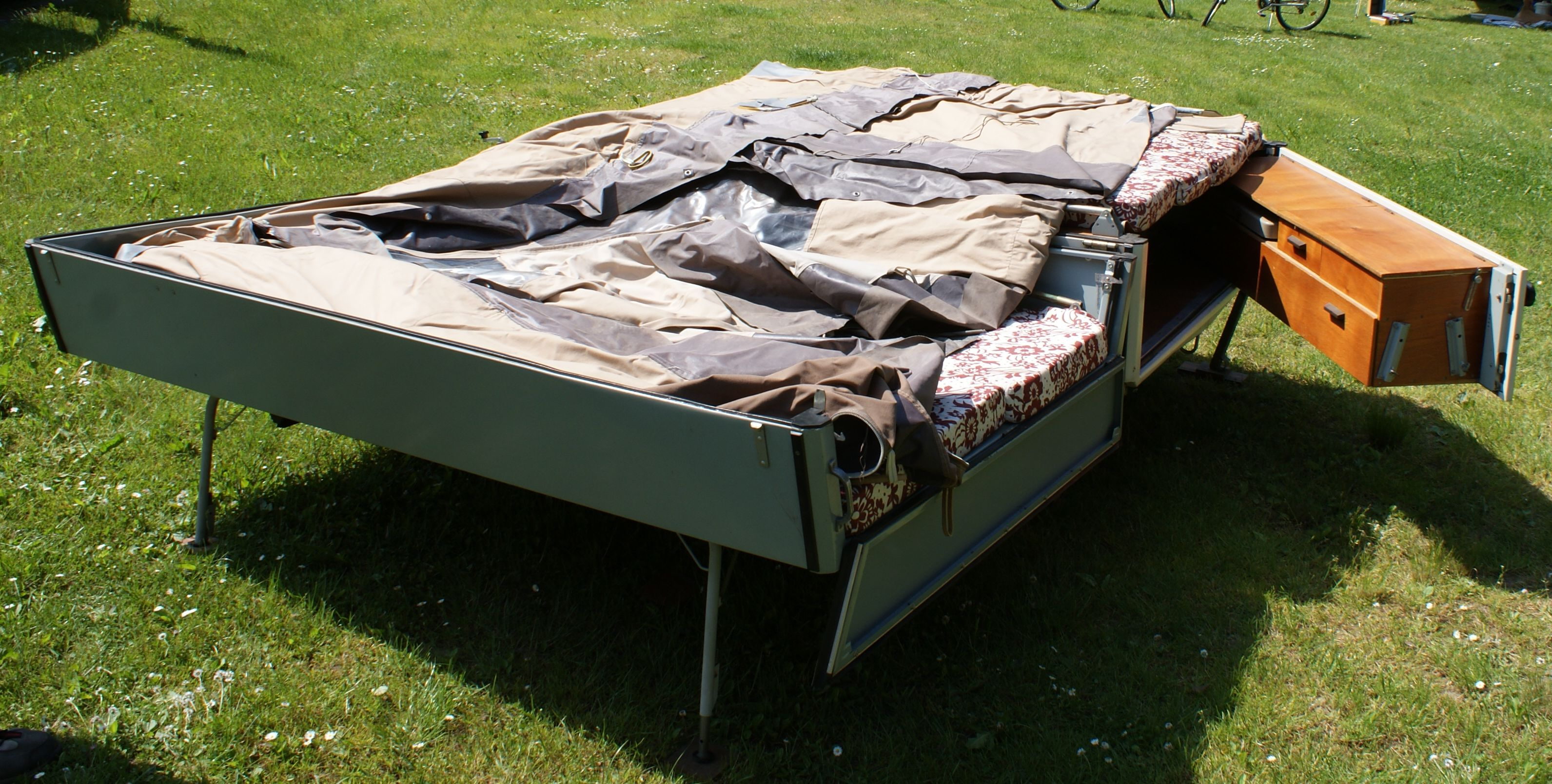
Camptourist CT6-2W während des Aufbaus

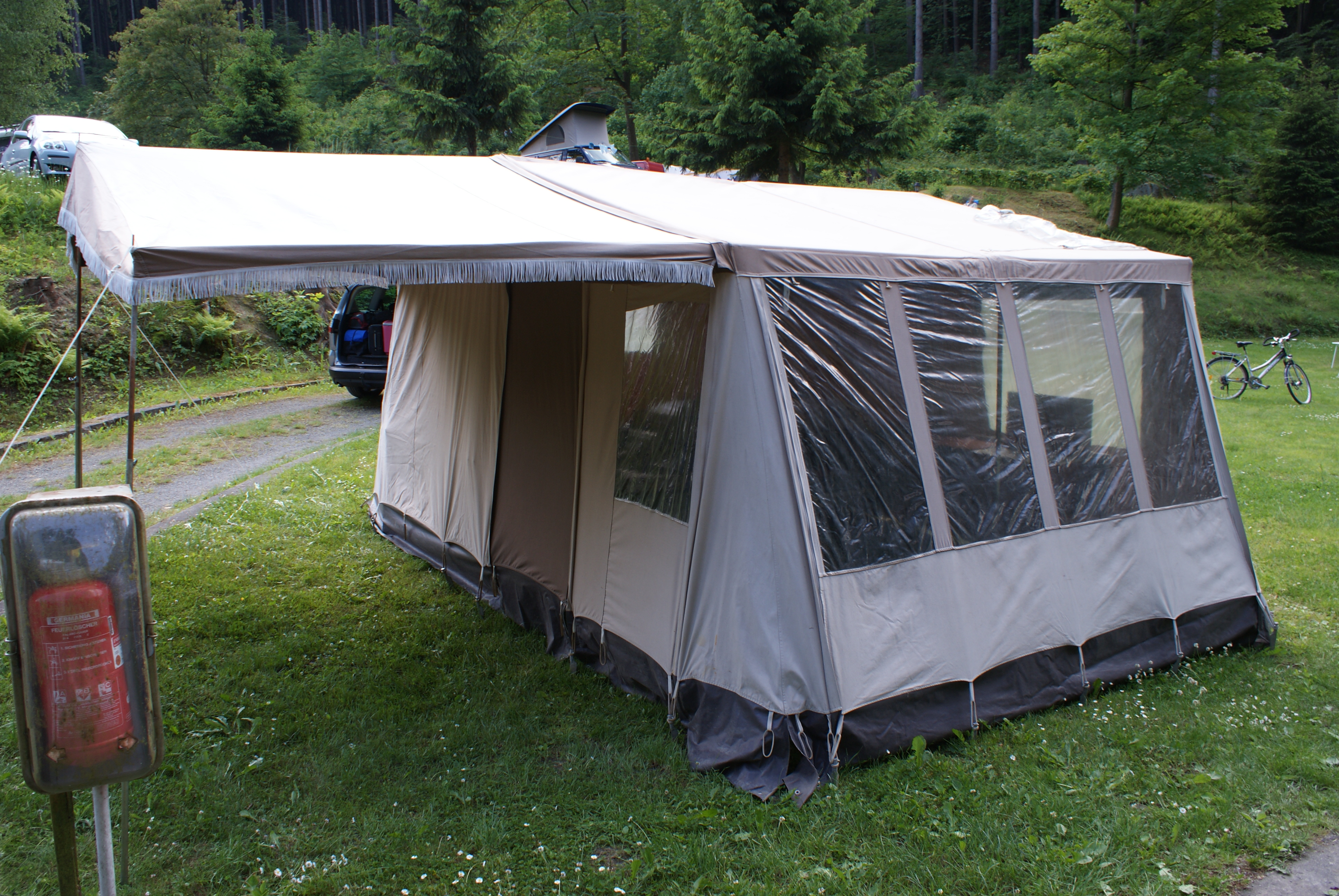
Camptourist CT6-2W aufgebaut

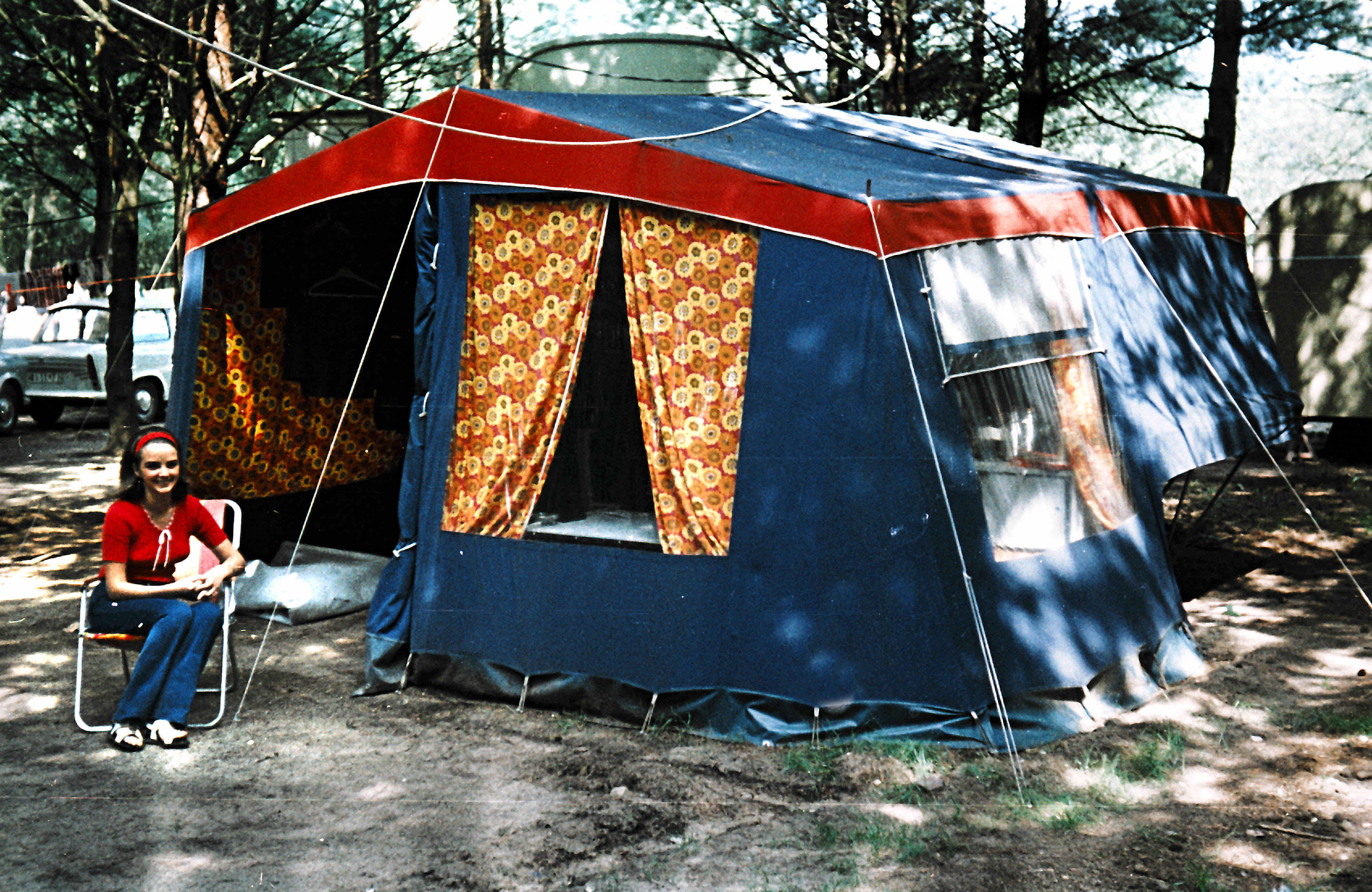
Camptourist 6-1 vom Fahrzeugwerk Olbernhau

Der Klappfix, spätere Bezeichnung Camptourist, ist ein in der DDR hergestellter, relativ flacher Wohnzeltanhänger für den Campingurlaub, aus dem mit wenigen Handgriffen ein Wohnzelt errichtet werden kann.
Die kleineren Vorgängerserien CT4 und CT5 trugen teilweise die Bezeichnung Campifix. Hersteller war der VEB Fahrzeugwerk Olbernhau, der ab 1964 den Klappfix produzierte. Nach der Wiedervereinigung 1990 wurde die Produktion des Klappfix in Olbernhau eingestellt.
Noch heute sind viele dieser Wohnanhänger im Einsatz. Auch gegenwärtig werden von verschiedenen Herstellern Faltcaravan-Anhänger gefertigt. Diese modernen „Falter“, die auch als Anhänger für Trikes zugelassen sind, haben inzwischen stabile Seitenwände. Dank des geringen Eigengewichtes sind die meisten Klappfix-Typen auch für Zugfahrzeuge mit geringer zulässiger Anhängelast wie Trabant oder Saporoshez geeignet.
Ein großer Vorteil des Klappfix ist neben dem geringen Gewicht, dass er wie ein herkömmlicher Lastenanhänger im Windschatten des Zugfahrzeuges fährt und damit kraftstoffsparend auch auf längeren Touren verwendet werden kann.
Die Kraftfahrzeugsteuer beträgt in Deutschland 7,46 Euro (Stand 2012) je angefangene 200 kg Gewicht, das entspricht einer jährlichen Steuerlast von etwa 15 Euro.

## Modellentwicklung

### Campifix
Die ersten Wohnzeltanhänger des VEB Fahrzeugwerk Olbernhau wurden 1958 hergestellt, schon ein Jahr später begann der Export. Der damalige „Campifix“ basierte auf einer Idee aus den 1930er Jahren. Anfänglich bestand er hauptsächlich aus einer Holzkonstruktion, spätere Jahrgänge hatten zunehmend mehr Metall- und Kunststoffteile. Die ursprüngliche Variante war damit deutlich schwerer als die späteren Modelle der 1960er Jahre die sukzessive leichter wurden. Ein zusammenfaltbarer Wohnanhänger wurde außerdem Ende der 1950er-Jahre vom VEB Alubau und Metallveredlung Wismar hergestellt.

### Klappfix 64

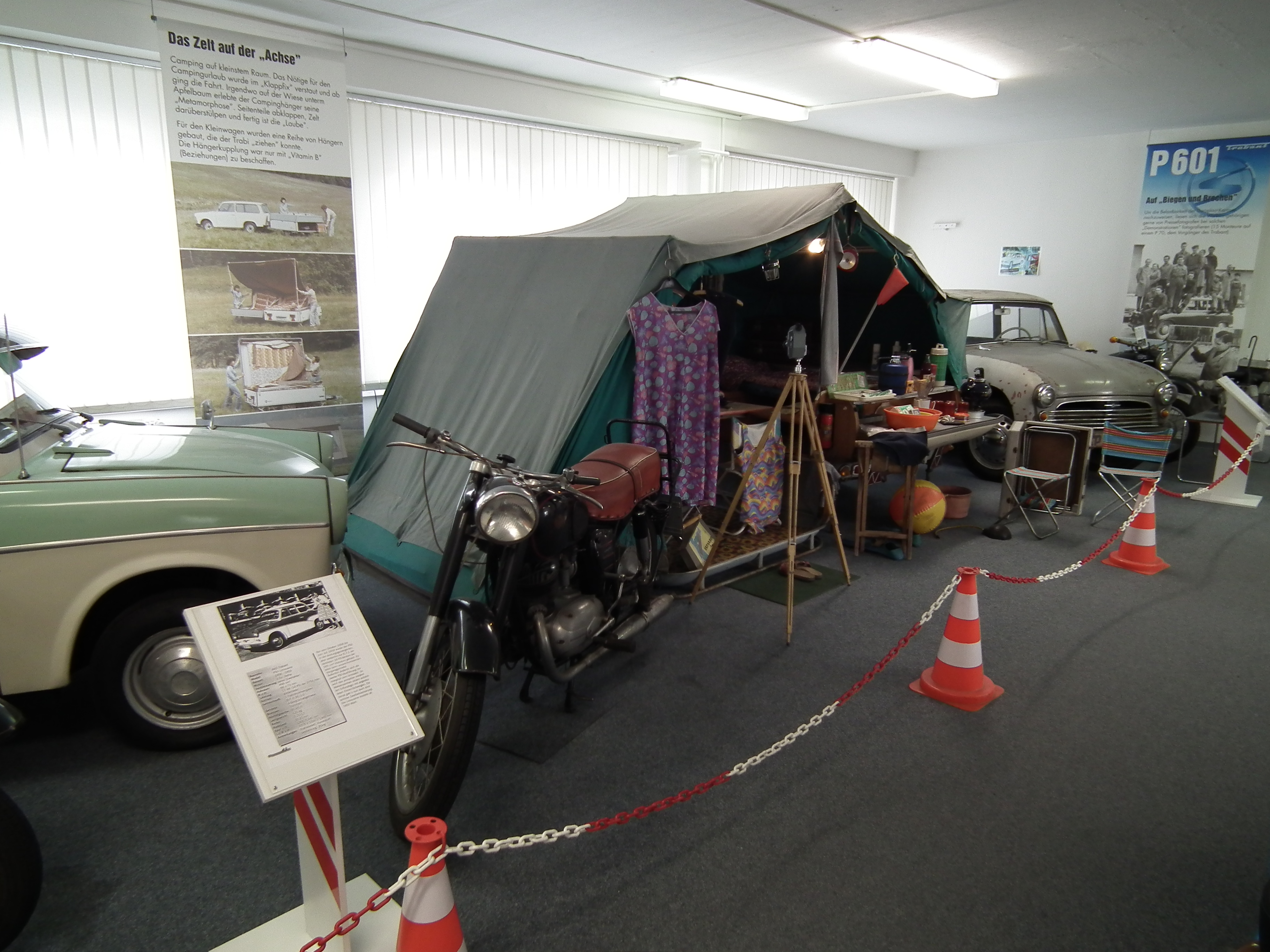
Aufgebauter Klappfix 64

Der Klappfix 64 wurde ab 1964 gebaut. Seine Konstruktion war asymmetrisch, bei aufgeklapptem Deckel lag dieser auf dem Boden, wodurch ein Höhenversatz zur anderen Hälfte entstand.

### Camptourist
Mit dem Nachfolgemodell des Klappfix 64 erfolgte die Namensänderung zu Camptourist.

### Camptourist 5

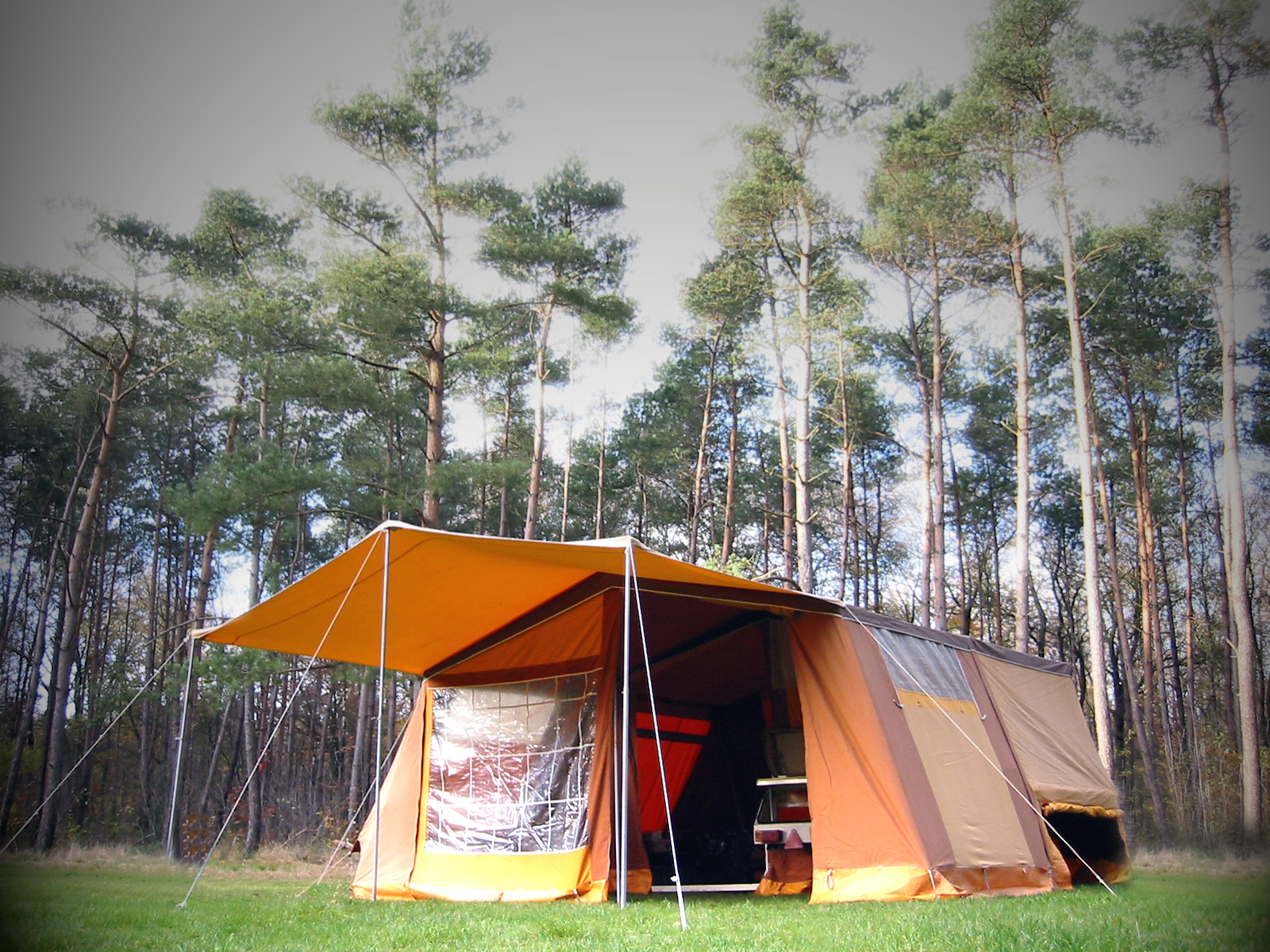
Alpenkreuzer Super (CT 5-2)

Auch der Camptourist 5 weist wieder einen asymmetrischen Aufbau auf, bei dem der geöffnete Deckel auf dem Boden liegt und sich somit zwei unterschiedliche hohe Ebenen ergeben. Die Stauräume sind durch diese Konstruktion auch bei geschlossenem Aufbau zugänglich. Gleiches gilt für die Küche, die damit auch für Rasten unterwegs genutzt werden kann. Die Ausführungsvariante Luxus weist ein zusätzliches Heckteil aus Kunststoff für zusätzlichen Stauraum auf, wodurch sie länger ist. Es gab unterschiedliche Zeltvarianten, die unterschiedliche Anzahlen an Schlafmöglichkeiten boten. Durch unterschiedliche Fahrwerksvarianten gab es unterschiedliche Massen und Zuladungen. Ab 1973 war der Camptourist 5 auch in gebremster Ausführung erhältlich.

### Camptourist 6

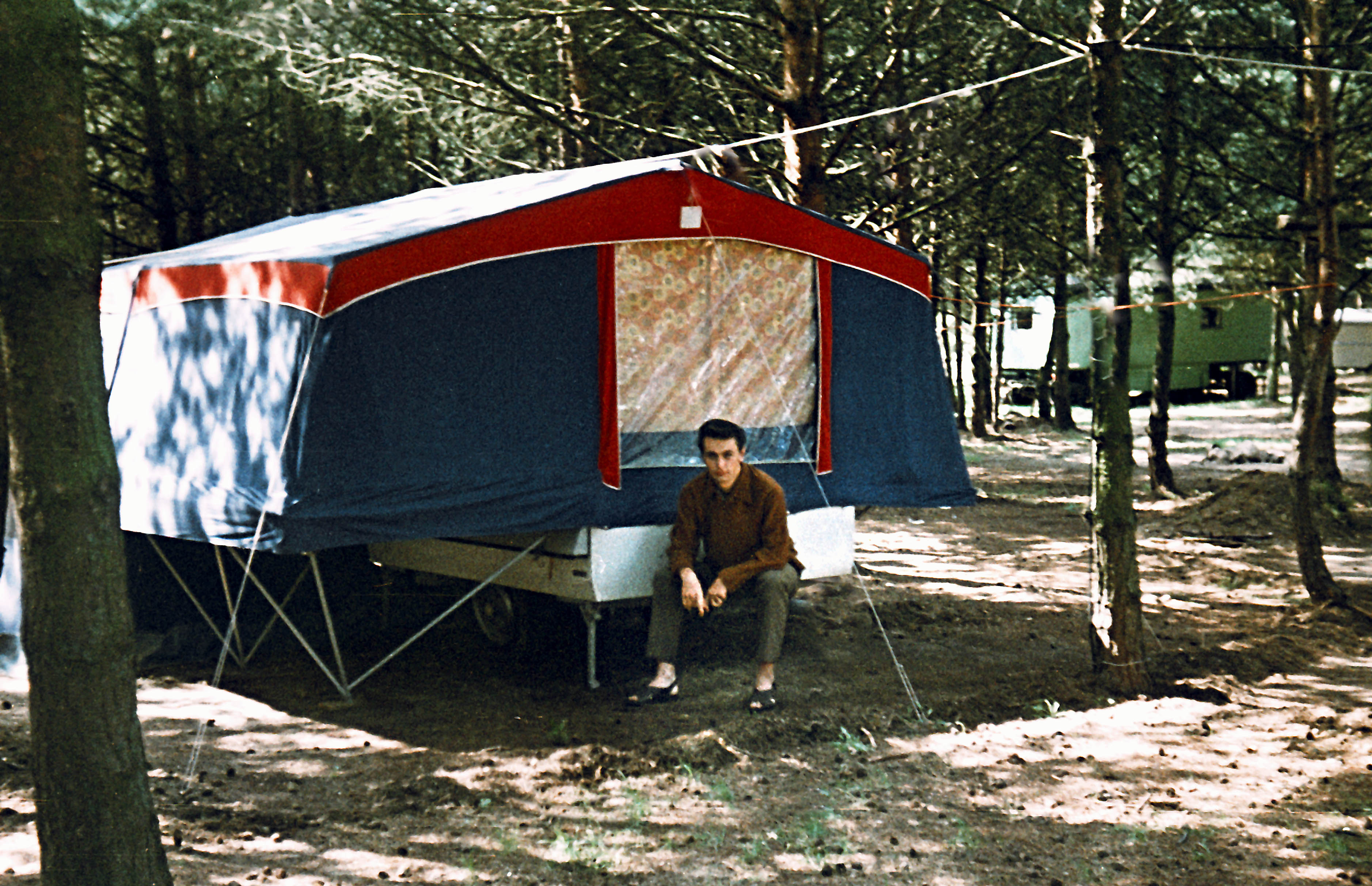
CT 6–1, aufgebaut

Bei den ab 1970 produzierten Camptourist 6 Modellen wurde auf einen symmetrischen Aufbau gesetzt. Das heißt, dass der Deckel mit den zusätzlichen Schlafplätzen im aufgebauten Zustand auf gleicher Höhe befinden, wie der Teil auf dem Hänger und auf Stützen ruht. Die Küche ist nicht mehr fest am Anhänger verbaut und kann zur Seite geschwenkt oder sogar einzeln aufgestellt werden. 
Vor dem Hintergrund der Einführung des Camptourist 6 mit 300 kg Eigenmasse wurde die zulässige Anhängermasse des Trabants von 280 auf 300 kg erhöht (rückwirkend für alle Trabant mit Duplexbremsen ab 1967). Die KFT testete den Camptourist 6 auf seine Eignung am Trabant 601 hin. Während sowohl Motorleistung als auch Fahrwerk als ausreichend gesehen wurden, stellte sich als größte Schwäche des Trabants seine Bremsanlage mit recht ungleichmäßig wirkenden Duplex-Trommelbremsen heraus. Insgesamt war das Bremsverhalten aber noch akzeptabel und eine weitere Erhöhung der zulässigen ungebremsten Anhängermasse auf 320 kg wurde angeregt, um auch Gepäck im Anhänger mitführen zu dürfen. Dies wurde jedoch nicht genehmigt. Die Höchstgeschwindigkeit des Gespanns lag bei 95 km/h (solo 104 km/h) und der durchschnittliche Kraftstoffverbrauch erhöhte sich von 8,2 auf 9,9 l/100 km.
Ab 1973 war der Camptourist 6-1 auch in gebremster Ausführung erhältlich. Auf der Leipziger Herbstmesse 1974 wurde der 6-1 mit geändertem Hauptzeltgestänge präsentiert, das den Aufbau erheblich erleichterte.
1978 wurde der ab 1979 produzierte Camptourist 6-2 präsentiert. Äußerlich war dieser am höheren Deckel erkennbar. Hauptmerkmal war der wesentlich vereinfachte Aufbau-Prozess, der den benötigten Zeitbedarf von 30 auf 10 min verringerte. Dies galt jedoch nur für den Gesamtaufbau. Allein der Aufbau des Hauptzelts ohne Vorzelt vollzog sich beim CT6-1 einfacher. Die Gesamtgrundfläche war mit 14,4 m² zwar etwas kleiner als beim CT6-1 (15,4 m²), dafür waren nun die Wände aber steiler und die Fläche somit besser ausnutzbar. Die maximal Anzahl Liegeflächen hatte sich aber von 6 auf 4 verringert. Der CT6-2 wurde in den drei Ausstattungsvarianten Standard, Normal und Luxus angeboten. Die Normalausführung hob sich vom Standard durch Fußbodenbelag, Gardinen und Wertfach ab. Die Luxusausführung zeichnete sich darüber hinaus durch eine separat vom Anhänger aufstellbare Kücheneinheit, Spülbecken, Innenkabinen und Schaumstoffauflagen aus. Der 6–2 erhöhte den Fahrkomfort erheblich durch einen Schwingungsdämpfer für das Schiebestück. Im zeitgenössischen Testbericht wurde der insgesamt recht einfache Aufbaumechanismus gelobt, dieser sei jedoch immer noch verbesserungsfähig. Auch die Qualität wies einige Mängel wie verzogene Bretter und sich verbiegende Laschen für die Aufsteller auf.

### Camptourist 7
Der CT 7 wies ein neues Klappprinzip auf: Der übliche hohe Deckel des Anhängers entfiel, dafür wurden vom Anhänger aus zwei flache Liegeflächen nach rechts und links ausgeklappt, welche auf Stützen ruhten. Durch das Aufklappen der Liegeflächen entfaltete sich automatisch auch das Hauptzelt mit. Lediglich das Vorzelt musste separat aufgebaut werden. Die Küche war abermals abnehm- und frei positionierbar.

### Camptourist 8
Der CT 8 wurde im Gegensatz zu den anderen Modellen längs aufgeklappt und war nur auf zwei Personen ausgelegt. Die Liegefläche befand sich somit über der Deichsel. Der CT 8 wurde, anders als die anderen Modelle, in Werdau gefertigt und nicht in Olbernhau.

### Camptourist 9
Der CT 9 wurde komplett auf GFK gefertigt. Mit ihm sollte 1990 das Unternehmen gerettet werden, der Durchbruch gelang jedoch nicht und die Produktion musste eingestellt werden. Beim CT9 war auch erstmals ein Deichselkasten lieferbar. Die Liegeflächen wurden wie beim CT 7 nach beiden Seiten aufgeklappt.

## Technische Daten im Vergleich
| Modellbezeichnung                    | Exportname                                                      | Baujahre                  | Länge         | Länge        | Breite        | Höhe         | Gewicht                              | Gewicht                           | Gewicht                     | Wohnfläche     | Wohnfläche    | Wohnfläche              | Schlafplätze          |
| Modellbezeichnung                    | Exportname                                                      | Baujahre                  | ohne Deichsel | mit Deichsel | Breite        | Höhe         | Eigengewicht                         | Zuladung                          | Gesamtgewicht               | Hauptzelt      | Vorzelt       | Gesamt                  | Schlafplätze          |
| ------------------------------------ | --------------------------------------------------------------- | ------------------------- | ------------- | ------------ | ------------- | ------------ | ------------------------------------ | --------------------------------- | --------------------------- | -------------- | ------------- | ----------------------- | --------------------- |
| Campifix (Urmodell)                  |                                                                 | ab Mitte der 1950er Jahre | 220 cm        | 290 cm       | 150 cm        | 85 cm        | 355 kg                               | 145 kg                            | 500 kg                      | 7,4 m²         | 5,7 m²        | 13,1 m²                 | 3 – 4                 |
| Campifix                             | Alpenkreuzer Junior                                             | bis ca. 1965              | 220 cm        | 290 cm       | 150 cm        | 85 cm        | 250 kg 240 kg 230 kg 225 kg          | 50 kg 60 kg 70 kg 100 kg          | 300 kg 300 kg 300 kg 325 kg | 7,4 m²         | 5,7 m²        | 13,1 m²                 | 3 – 4                 |
| Klappfix 64                          | Alpenkreuzer Senior                                             | ab 1964                   | 245 cm        | 305 cm       | 160 cm        | 95 cm        | 245 kg 300 kg                        | 125 kg 100 kg                     | 400 kg                      |                |               | ca. 20 m²               | max. 7 – 8            |
| Camptourist                          |                                                                 |                           | 250 cm        | 310 cm       | 160 cm 163 cm | 95 cm        | 310 kg 350 kg                        | 90 kg 100 kg                      | 400 kg 450 kg               | 9,5 m²         | 8,5 m²        | 25 m² inkl. Sonnensegel | 6 – 8                 |
| CT 5                                 | Alpenkreuzer Junior/ Alpenkreuzer Senior                        |                           | 220 cm        | 295 cm       | 154 cm        | 85 cm        | 280 kg                               | 220 kg 120 kg                     | 500 kg 400 kg               | 8,1 m² 7,75 m² | 8,5 m² 9,1 m² | 16,6 m² 16,85 m²        | 6 (Junior) 7 (Senior) |
| CT 5-2                               | Alpenkreuzer Super                                              |                           | 235 cm 240 cm | 310 cm       | 154 cm        | 85 cm        | 300 kg                               | 200 kg                            | 500 kg                      | 8,4 m²         | 9,1 m²        | 17,5 m²                 | 8                     |
| CT 5-3                               | Alpenkreuzer Kompakt Export                                     | 1968 – 1991               | 290 cm        |              | 155 cm        | 90 cm        | 185 kg                               | 65 kg                             | 250 kg                      | 7,4 m²         | 5,7 m²        | 13,1 m²                 | 6 – 8                 |
| CT 5-3 Luxus/ CT 5-3 de Luxe         | Alpenkreuzer Super GT/ Camptour Milan                           |                           |               |              |               |              |                                      |                                   | 550 kg                      |                |               |                         |                       |
| CT 6-1                               |                                                                 | ab 1970                   | 200 cm        | 285 cm       | 165 cm 159 cm | 96 cm 104 cm | 300 kg                               | 100 kg                            | 400 kg                      | 7,8 m²         | 7,6 m²        | 15,4 m² 14,4 m²         | 6                     |
| CT 6-2 Normalausführung (ungebremst) |                                                                 | ab 1979                   | 200 cm        | 285 cm       | 165 cm 159 cm | 96 cm 104 cm | 300 – 320 kg                         | 180 – 200 kg                      | 500 kg                      |                |               | ca. 15 m²               | 4                     |
| CT 6-2 Luxusausführung (gebremst)    | 320 – 340 kg                                                    | ab 1979                   | 200 cm        | 285 cm       | 165 cm 159 cm | 96 cm 104 cm | 160 – 180 kg                         | 500 kg                            |                             |                |               | ca. 15 m²               | 4                     |
| CT 6-2W                              | Alpenkreuzer Select/ Berger Oase/ Berger Ranger/ Trigano Ranger |                           |               |              |               |              | gebremst 320 kg ungebremst 300 kg    | gebremst 180 kg ungebremst 200 kg | 500 kg                      | 7,5 m²         | 7,5 m²        | 15 m²                   | 6                     |
| CT 7 (ungebremst)                    | Alpenkreuzer Allure/ Camptour Falke/ Oase CT 7                  | ab April 1985             | 200 cm        | 315 cm       | 160 cm        | 104 cm       | 306 kg                               | 244 kg                            | 550 kg                      |                |               | 12,42 m²                | 4 – 6                 |
| CT 7 (gebremst)                      | Alpenkreuzer Allure/ Camptour Falke/ Oase CT 7                  | ab April 1985             | 200 cm        | 315 cm       | 160 cm        | 104 cm       | 324 kg                               | 226 kg                            | 550 kg                      |                |               | 12,42 m²                | 4 – 6                 |
| CT 8 (ungebremst)                    | Alpenkreuzer Duett                                              |                           |               | 315 cm       | 157 cm        | 100 cm       | 262 kg                               | 288 kg                            | 550 kg                      | 9,3 m²         | 7,8 m²        | 17,1 m²                 | 2                     |
| CT 8 (gebremst)                      | Alpenkreuzer Duett                                              | 280 kg                    | 270 kg        | 315 cm       | 157 cm        | 100 cm       | 550 kg                               |                                   |                             | 9,3 m²         | 7,8 m²        | 17,1 m²                 | 2                     |
| CT 9/ Camptour Zugvogel              | Alpenkreuzer Prestige/ Camptour Kormoran/ Camptour Phoenix      | ab 1990                   | 215 cm        | 357 cm       | 160,5 cm      | 114,5 cm     | 390 kg 420 kg (inkl. Deichselkasten) | 260 kg                            | 650 kg                      |                |               |                         |                       |

Die Technischen Daten der einzelnen Baureihen variierten teilweise mit den Baujahren, sodass sich in den Quellen unterschiedliche Werte finden. Ab 1984 wurden die vielen unterschiedlichen Fahrgestelle durch ein für alle Baureihen identisches Einheitsfahrgestell ersetzt.